# 1919年芝加哥种族暴动

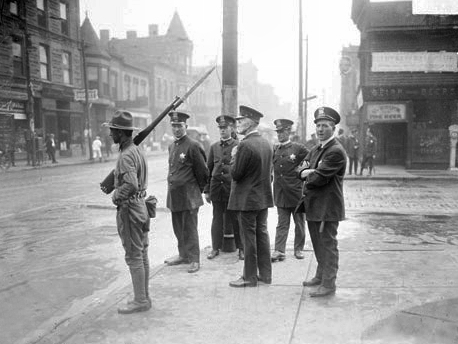
五名警察和一名带着步枪的士兵

1919芝加哥種族暴動（Chicago race riot of 1919）是一起严重的美国大规模种族衝突暴力事件，1919年7月27日爆发于伊利諾伊州芝加哥，8月3日结束。暴乱期间，有数十人死亡，数百人受伤，被认为是1919年红色夏季（由遍及全国的暴力和灾难而得名）的25起暴乱中最为严重的一起。长时间的纵火，掠夺和谋杀使其成为伊利諾伊历史上最严重的种族暴乱。
当时芝加哥的社会政治环境因大量新移民之间竞争而导致种族间关系紧张。随着非裔美国人大遷徙，数千来自南方的非裔美国人定居到芝加哥欧洲移民區的周围，靠近储畜站和肉制品工厂。爱尔兰人最先在此发展，并且强烈地保护他们的领土和政治权力，排斥其他新来的族群。
一战后的紧张气氛导致了种族间的摩擦，特别是在竞争激烈的劳动力和房屋市场。人口过度密集以及非裔美国人退伍軍人的好斗，加重了种族间的摩擦。同时，种族性团伙的活动以及警察玩忽职守，恶化了种族间的关系。根据官方记载，一名年轻的非裔女性在一个实行种族隔离制度的海滩被人用石头砸死，最终导致骚乱彻底沸腾。种族间的紧张转变为暴乱，导致了持续数天的混乱局面。
当时的美国总统伍德罗·威尔逊以及美国国会尝试通过法律和各种组织来减轻美国的民族问题。伊利諾伊州长佛蘭克·洛登在市长的要求下，采取了数个手段来平息暴乱，并在暴乱后设法缓解紧张。芝加哥的数个工業部门在暴乱期间和暴乱后关闭了数天。

## 背景

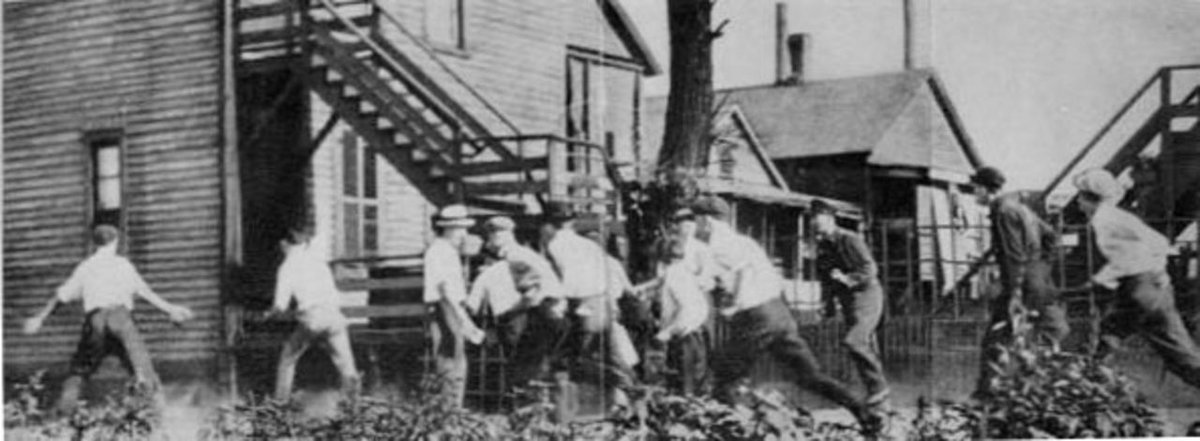
芝加哥暴乱中时期,一个白人团伙正在搜索非裔美国人

与1960年时期美国南部的城市不同,芝加哥并没有对大多数公共设施实行种族隔离制度。实际上，根据Walter Francis White的说法，1915年以前的芝加哥以基本公平对待非裔而闻名。 然而，20世纪初，芝加哥海滩实行着种族隔离制度。非裔美国人在芝加哥有着较久的历史，早在1876年，这个城市就向州议会派出了它的第一个非裔代表。 同样是十九世纪，爱尔兰裔美国人与非裔美国人的矛盾也不断加深，原因是二者的主要人口在低档职业上竞争激烈。

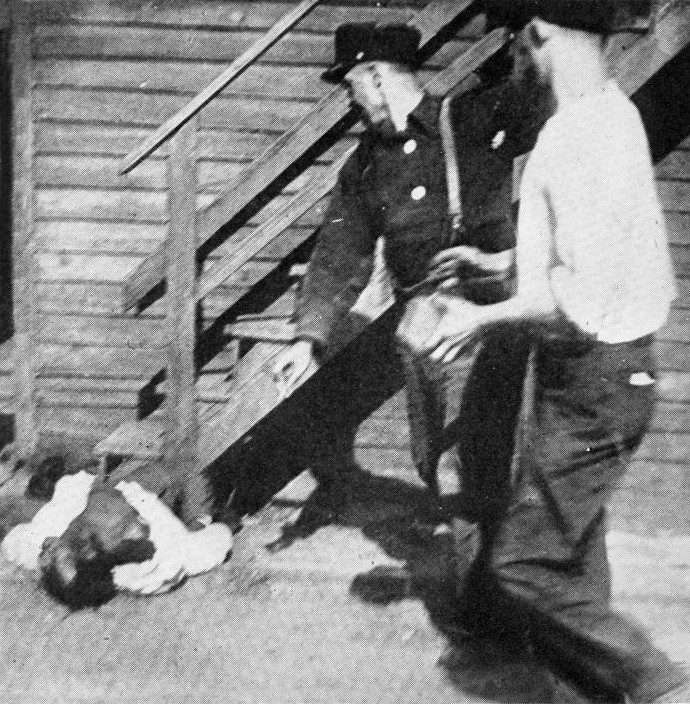
在1919年芝加哥白人種族暴動，一名非洲裔美國人被人用石頭打死。

从1910年开始，大量的非裔美国人开始從南部向包括芝加哥在内的一系列目的地迁移，以逃避南部深处的私刑，种族隔离以及剥夺公民权等行为。三K党在1918年私刑杀死了64人，1919年增加至83人。随着欧洲移民因为一战被切断，在肉类加工厂等的工业职位不断增加。 1916年至1919年，芝加哥的非裔人口由44,000增加至109,000，10年间总共增加了148%。随着非裔人口在芝加哥南部的不断增长，他们开始压迫到邻接的爱尔兰人。
爱尔兰人在19世纪中期便已在此定居，并开始与非裔在住房和职位方面产生了竞争。在非裔之后到来的东欧移民潮，也同样增加了竞争和紧张气氛。种族团体在他们的地盘划定领土，并常有年轻人在边界警戒。因为农业问题，一些南部的白人也开始向这个城市移民，大约20,000人左右。迅速而过量的移民输入使得廉价住房所剩无几。
许多人口迅速增长的城市在战后发生了种族矛盾加剧的现象。来自不同文化的族群联合起来相互对抗，争夺生存空间。1917年，芝加哥地产局颁布了一个以街道为单位，分隔各个族群的条令。由大移民而来的新入移民逐渐由旧移民的南方开始定居。至1920年，那些地方居住着芝加哥85%的非裔美国人 - 从中上层直至穷人。 在战后，很多各个族群的老兵希望重新回到工作岗位。一些白人憎恶黑人老兵。同时，黑人老兵带着很多军队作风，和保卫国家的骄傲。作为为国家战斗的回报，他们希望自己被当作完整的公民对待。

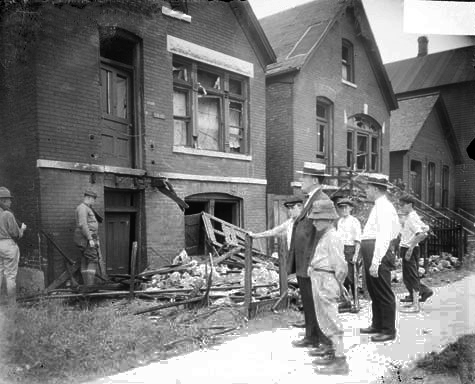
白人男子和男孩站在被破壞的房子前。

在芝加哥，愛爾蘭人在與政治結構關係緊密的社交及體育俱樂部佔主導地位。作為19世紀歐洲移民定居在城市芝加哥的第一大組別，愛爾蘭人建立了一定程度無論是正式或非正式的政治力量。在芝加哥，白人黑帮攻擊非裔美國人社區，而警察當中白人佔壓倒性的數目，擔任警察的愛爾蘭人也不少，導致在執法上往往對有色人種不公平，對白人的暴力行為視若無睹。與此同時，報章也經常誇大非裔美國人涉嫌參與的犯罪，令種族間矛盾日趋嚴重。

## 骚乱
黑人和白人之間的種族緊張局勢持續一段長時間後，最終在1919年7月27日爆發長達5天的暴力事件。那年夏天，在實行種族隔離的芝加哥海灘，一名白人男子在海灘南側向在水中的黑人投擲石塊，導致尤金‧威廉斯(Eugene Williams)的死亡。事後白人警察沒有逮捕應為威廉斯的死亡負責的白人，反而逮捕了一名黑人男子，緊張狀況立即升温，黑人和白人之間的攻擊迅速爆發。一班白人暴徒威脅襲擊伊利諾伊州的公積金醫院，美國第一由黑人擁有和經營的醫院，當中有很多的病人是非裔美國人。騷亂持續了將近一個星期，結束後，政府部署了近6000名國民警衛兵駐守，以防止進一步的白人攻擊黑人。7月30日的晚上，大部份暴力行為已經結束。暴動中包括謀殺及縱火等暴力事件主要發生在白人攻擊在芝加哥南部庫克縣的非洲裔人口，而大部分人員傷亡和財產損失都發生在黑人身上。報張報道了無數次縱火事件，例如在7月31日，發生了30多宗由縱火引起的火災。暴徒甚至將鋼纜放到整個街道，以防止消防車進入。在其他地區包括芝加哥的市中心洛普區，也有零星的暴力襲擊事件。在騷亂中，38人（23個非裔美國人和15個白人）在騷亂中死亡，537人受傷（約三分之二是非裔美國人）。巡警約翰·辛普森(John W. Simpson)是唯一在騷亂中被打死的警察。大約1000名居民，主要是非裔美國人，被大火摧毀他們的家園。許多非洲裔家庭在騷亂結束前已經乘火車離開，回到芝加哥南部的家庭。
騷亂過後，所有有人聚集的地方都被封閉(除了教堂)。庫克縣的警長聘用1000至2000名退役士兵，以幫助維持秩序。政府為居民提供新鮮食品，白人軍隊協助分派食物到非裔美國人手上。此外，當行業的生產停頓，某些地區的工廠依舊發放薪酬，使非洲裔男子可以維持家中的生計。
恢復秩序後，時任伊利諾伊州州長弗蘭克·羅頓呼籲成立一個國家委員會，以研究這次騷亂事件。他建議成立委員會來制定一個合乎道德的種族準則及種族活動的限制，在市內實行。

### 验尸记录

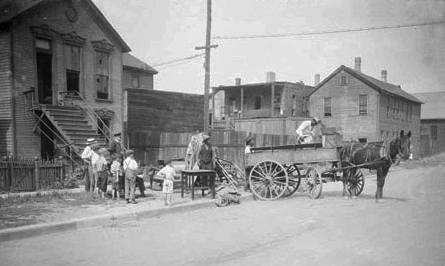
三名非裔美國男子在移動家具，白人男孩在旁觀看。

在庫克縣死因裁判官的辦公室開了70天會議，經過20天的工作和450名證人，以收集有關暴亂的證據。 他們在報告中指出在1919年7月27日，一個非裔美國青年尤金·威廉姆斯，被發現在海灘淹死。一位目擊者回憶說，看到一個白人男子站在離非裔美國人的木筏75英尺（22.9米）的防波堤上，並在他們投擲石塊。威廉姆斯的額頭被擊中並很快淹死了。事後行凶者逃離現場跑到29號街。
一名白人警官拒絕逮捕扔石頭在威廉姆斯的白人。相反，他就着白人一些關於輕微罪行的投訴逮捕了一名非裔美國人，激起非洲裔社區的憤怒，並使威廉姆斯的死亡事升級到長達五天的騷亂。全市迅速關閉有軌電車，試圖遏制暴力。報紙煽動報導了相反的效果。歷史學家研究發現，南部的青年黑幫是種族暴力事件的主要策劃者之一。幾個星期以來，在春季和1919年夏天，他們一直在沉澱等待著時機發動種族暴亂，使種族暴力的威脅影響及曼延整個芝加哥。

### 分支

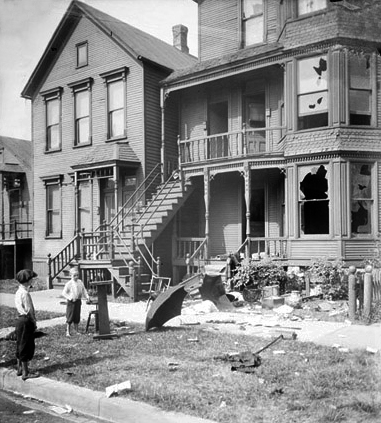
大受破壞的房屋

事件對芝加哥經濟有廣泛的影響。暴动期間南部的工業區關閉，在洛普區的企業也受到有軌電車的封閉的影響，許多工人離開騷亂地區。最初，所有15,000名非洲裔工人在1919年8月4日（星期一）返回工作。但白人在牲畜飼養場附近的工人房屋在8月3日被縱火後，非洲裔員工禁止在飼養場工作，以防引起進一步的騷亂州長弗蘭克·羅頓及後指出引起暴動的因素不單純是種族問題，而是勞工問題。近三分之一的非洲裔僱員不是工會成員，工會的員工因為這個原因痛恨非洲裔僱員，因為在幾年前工會的罷工行動非洲裔僱員被管理者利用以破壞罷工。由於持續動盪，非洲裔工人在騷亂結束十天後才能回到飼養場工作。1919年8月8日，約3000名非工會成員的非裔美國人在特警及民兵的保護下工作。白人的工會員工威脅除非安全部隊停止保護非裔美國人，否則會發動罷工。

## 相关
- 1919年红色夏季
- 1886年芝加哥乾草市場事件
- 1968年芝加哥民主黨全國大會示威及警察暴力事件
- 美國內亂事件一覽表

## 摘注
1. ↑  Essig, Steven. . The Electronic Encyclopedia of Chicago. Chicago Historical Society. 2005  [2011-07-11]. （原始内容存档于2015-01-06）.
2. 1 2  Sandburg, Carl. . The Electronic Encyclopedia of Chicago. Chicago Historical Society. 2005  [2012-12-18]. （原始内容存档于2015-07-16）.
3. 1 2 3 4 5  . Encyclopædia Britannica, Inc. 2007  [2007-08-24]. （原始内容存档于2020-08-04）.
4. ↑   (PDF). The New York Times. The New York Times Company. 1919-08-03  [2008-05-09]. （原始内容存档于2016-03-05）.
5. 1 2  Adam Cohen and Elizabeth Taylor. . Chicago History Information. chicagohistory.info. 2000  [2007-08-26]. （原始内容存档于2007-08-11）.
6. 1 2  . Northwestern University School of Law. 2004  [2007-08-24]. （原始内容存档于2020-07-28）.
7. 1 2 3  . Crisis. History Matters. October 1919  [2007-08-27]. （原始内容存档于2020-10-19）.
8. 1 2 3 4 5   (PDF). The New York Times. The New York Times Company. 1919-08-02  [2008-05-08]. （原始内容存档于2016-03-05）.
9. ↑   (PDF). The New York Times. The New York Times Company. 1919-07-29  [2008-05-09]. （原始内容存档于2016-03-05）.
10. 1 2   (PDF). The New York Times. The New York Times Company. 1919-08-03  [2008-05-09]. （原始内容存档于2016-03-05）.
11. ↑  . The Electronic Encyclopedia of Chicago. Chicago Historical Society. 2005  [2011-07-11]. （原始内容存档于2006-10-09）.
12. ↑  Adam Cohen and Elizabeth Taylor, "Richard J. Daley: A Separate World" (page 7), excerpt from American Pharaoh: Mayor Richard J. Daley - His Battle for Chicago and the Nation, Chicago History Information （页面存档备份，存于）, accessed 26 Aug 2007
13. ↑  . Chicago Daily Tribune.   [2008-05-07]. （原始内容存档于2014-10-29）.
14. ↑  芝加哥種族騷亂，1919年7月 （页面存档备份，存于） 芝加哥百科全書
15. ↑  .   [2012-12-19]. （原始内容存档于2008-12-26）.
16. ↑  National LIbrary of Medicine. .   [2012-12-19]. （原始内容存档于2020-12-01）.
17. ↑   (PDF). The New York Times. The New York Times Company. 1919-08-01  [2008-05-09]. （原始内容存档于2015-09-29）.
18. ↑   (PDF). The New York Times. The New York Times Company. 1919-07-30  [2008-05-09]. （原始内容存档于2016-03-05）.
19. ↑  . The Officer Down Memorial Page, Inc.   [2009-04-24]. （原始内容存档于2008-06-12）.
20. ↑   (PDF). The New York Times. The New York Times Company. 1919-08-03  [2008-05-09]. （原始内容存档于2016-03-05）.
21. 1 2 3  O'Brien, Ellen and Lyle Benedict. . Chicago Public Library. February 2006  [2007-05-07]. （原始内容存档于2008-03-30）.
22. ↑   (PDF). The New York Times. The New York Times Company. 1919-08-08  [2008-05-08]. （原始内容存档于2016-03-05）.

## 引用文献
- Tuttle, William. Race Riot  Chicago in the Red Summer of 1919 (Urbana, IL; University of Illinois Press, 1970)
- Spear, Allan. Black Chicago: The Making of a Negro Ghetto 1890-1920 (Chicago, IL; University of Chicago Press, 1967)
- Sandburg, Carl. The Chicago Race Riots  July 1919 (New York;  Harcourt, Brace & World, 1969)
- The Chicago Commission on Race Relations. The Negro in Chicago (Chicago, IL; University of Chicago Press, 1922)

## 延伸阅读
- CPL Chicago1919 Race Riots（页面存档备份，存于）
- Jazz Age Chicago-The Chicago Race Riot of 1919